# Michael Binns
Michael George Binns (12 agosto 1988) è un calciatore giamaicano, centrocampista del Portmore United  e della Nazionale giamaicana.

## Carriera

### Club
Ha sempre giocato nel campionato giamaicano.

### Nazionale
Ha esordito in Nazionale nel 2016.
Viene convocato per la Copa América Centenario negli Stati Uniti.